# Christy McGinity Gibel
Christy McGinity Gibel (Burbank, 19 de Agosto de 1977) é uma atriz e estrela do reality conhecida por Morra Smoochy, Morra e Pequenas Grandes Mulheres: LA.

## Vida pessoal
Christy foi casado com Todd Gibel desde 16 de Maio de 2014.
Ela tem dois filhos chamado Autumn e Trenton de seu primeiro casamento.
Ela foi convidada para o reality Pequenas Grandes Mulheres: LA com a co-estrela Terra Jolé de um bar brawl durante as filmagens da quarta temporada. Ela sofreu duas contusões cerebrais do incidente.

## Carreira
Christy é uma das estrelas de ''Pequenas Grandes Mulheres: LA'' e também participou do reality show RuPaul's Drag Race como ela mesma.
Ela trabalhou como atriz em tais programas de televisão como Ghost Whisperer e MADtv e seu primeiro papel em um filme foi em "Morra Smoochy, Morra."